# Баскетбол на літніх Олімпійських іграх 2024 — жіночий турнір
Жіночий баскетбольний турнір на літніх Олімпійських іграх 2024 триває з 28 липня до 11 серпня на стадіоні П'єр Моруа в Ліллі (матчі групового етапу) та АккорГотелс Арена в Парижі (матчі на вибування).

## Розклад
Матчі вібуваються за таким розкладом.
| ГЕ | Груповий етап | ¼ | Чвертьфінали | ½ | Півфінали | Б | Матч за бронзові медалі | Ф | Фінал |

| Нед 28 | Пон 29 | Вів 30 | Сер 31 | Чет 1 | П'ят 2 | Суб 3 | Нед 4 | Пон 5 | Вів 6 | Сер 7 | Чет 8 | П'ят 9 | Суб 10 | Нед 11 | Нед 11 |
| ------ | ------ | ------ | ------ | ----- | ------ | ----- | ----- | ----- | ----- | ----- | ----- | ------ | ------ | ------ | ------ |
| ГЕ     | ГЕ     |        | ГЕ     | ГЕ    |        | ГЕ    | ГЕ    |       |       | ¼     |       | ½      |        | Б      | Ф      |

## Груповий етап
Вказано (центральноєвропейський літній час (UTC+2).

### Група A
| Поз | Команда     | І | В | П | ОЗ  | ОП  | РГ  | О | Кваліфікація                              |
| --- | ----------- | - | - | - | --- | --- | --- | - | ----------------------------------------- |
| 1   | Іспанія     | 3 | 3 | 0 | 223 | 213 | +10 | 6 | Чвертьфінали                              |
| 2   | Сербія      | 3 | 2 | 1 | 201 | 184 | +17 | 5 | Чвертьфінали                              |
| 3   | КНР         | 3 | 1 | 2 | 228 | 229 | −1  | 4 | Можливі чвертьфінали на підставі рейтингу |
| 4   | Пуерто-Рико | 3 | 0 | 3 | 175 | 201 | −26 | 3 |                                           |

| 28 липня 2024 13:30 | Boxscore | Іспанія                                                   | 90–89 | КНР                                         | OT | П'єр Моруа, Лілль Глядачів: 27,021 Судді: Віола Дьордь (NOR), Маріп'єр Мало (CAN), Петер Пракш (HUN) |
| 28 липня 2024 13:30 | Boxscore | Рахунок за чвертями: 13–22, 20–15, 20–22, 23–17 OT: 14–13 |       |                                             | OT | П'єр Моруа, Лілль Глядачів: 27,021 Судді: Віола Дьордь (NOR), Маріп'єр Мало (CAN), Петер Пракш (HUN) |
| 28 липня 2024 13:30 | Boxscore | Очки: Густафсон 29 Підб.: Густафсон 8 РП: Касас 8         |       | Очки: Лі Ю. 31 Підб.: Лі Ю. 15 РП: Лі М. 11 | OT | П'єр Моруа, Лілль Глядачів: 27,021 Судді: Віола Дьордь (NOR), Маріп'єр Мало (CAN), Петер Пракш (HUN) |

| 28 липня 2024 21:00 | Boxscore | Сербія                                                | 58–55 | Пуерто-Рико                                              |  | П'єр Моруа, Лілль Глядачів: 15,324 Судді: Май Форсберґ (DEN), Джеймс Боєр (AUS), Янн Девідсон (MAD) |
| 28 липня 2024 21:00 | Boxscore | Рахунок за чвертями: 23–15, 20–11, 12–10, 3–19        |       |                                                          |  | П'єр Моруа, Лілль Глядачів: 15,324 Судді: Май Форсберґ (DEN), Джеймс Боєр (AUS), Янн Девідсон (MAD) |
| 28 липня 2024 21:00 | Boxscore | Очки: Станкович 15 Підб.: Станкович 10 РП: Андерсон 8 |       | Очки: Сан Антоніо 11 Підб.: троє гравчинь 6 РП: Розадо 7 |  | П'єр Моруа, Лілль Глядачів: 15,324 Судді: Май Форсберґ (DEN), Джеймс Боєр (AUS), Янн Девідсон (MAD) |

| 31 липня 2024 11:00 | Boxscore | Пуерто-Рико                                           | 62–63 | Іспанія                                          |  | П'єр Моруа, Лілль Глядачів: 23,942 Судді: Андрес Бартель (URU), Маріп'єр Мало (CAN), Євген Міхєєв (KAZ) |
| 31 липня 2024 11:00 | Boxscore | Рахунок за чвертями: 9–18, 16–21, 19–5, 18–19         |       |                                                  |  | П'єр Моруа, Лілль Глядачів: 23,942 Судді: Андрес Бартель (URU), Маріп'єр Мало (CAN), Євген Міхєєв (KAZ) |
| 31 липня 2024 11:00 | Boxscore | Очки: Гірантес 15 Підб.: Голлінґшед 12 РП: Гірантес 4 |       | Очки: Густафсон 18 Підб.: Густафсон 13 РП: Ортіс |  | П'єр Моруа, Лілль Глядачів: 23,942 Судді: Андрес Бартель (URU), Маріп'єр Мало (CAN), Євген Міхєєв (KAZ) |

| 31 липня 2024 13:30 | Boxscore | КНР                                                   | 59–81 | Сербія                                              |  | П'єр Моруа, Лілль Глядачів: 23,942 Судді: Мартин Вулич (CRO), Май Форсберґ (DEN), Джеймс Боєр (AUS) |
| 31 липня 2024 13:30 | Boxscore | Рахунок за чвертями: 17–23, 22–22, 11–17, 9–19        |       |                                                     |  | П'єр Моруа, Лілль Глядачів: 23,942 Судді: Мартин Вулич (CRO), Май Форсберґ (DEN), Джеймс Боєр (AUS) |
| 31 липня 2024 13:30 | Boxscore | Очки: Хань, Ван 11 Підб.: Li Yue. 11 РП: Ван, Ян Л. 5 |       | Очки: Андерсон 15 Підб.: Країшник 11 РП: Андерсон 6 |  | П'єр Моруа, Лілль Глядачів: 23,942 Судді: Мартин Вулич (CRO), Май Форсберґ (DEN), Джеймс Боєр (AUS) |

| 3 серпня 2024 11:00 | Boxscore | КНР                                             | 80–58 | Пуерто-Рико                                        |  | П'єр Моруа, Лілль Глядачів: 26,595 Судді: Омар Бермудес (MEX), Раба Нуджаїм (LBN), Маріп'єр Мало (CAN) |
| 3 серпня 2024 11:00 | Boxscore | Рахунок за чвертями: 17–11, 23–18, 22–16, 18–13 |       |                                                    |  | П'єр Моруа, Лілль Глядачів: 26,595 Судді: Омар Бермудес (MEX), Раба Нуджаїм (LBN), Маріп'єр Мало (CAN) |
| 3 серпня 2024 11:00 | Boxscore | Очки: Лі М. 18 Підб.: Хань 9 РП: Li M. 7        |       | Очки: Гірантес 20 Підб.: Голлінґшед 8 РП: Розадо 5 |  | П'єр Моруа, Лілль Глядачів: 26,595 Судді: Омар Бермудес (MEX), Раба Нуджаїм (LBN), Маріп'єр Мало (CAN) |

| 3 серпня 2024 13:30 | Boxscore | Сербія                                                | 62–70 | Іспанія                                      |  | П'єр Моруа, Лілль Глядачів: 26,595 Судді: Такакі Като (JPN), Віола Дьордь (NOR), Янн Девідсон (MAD) |
| 3 серпня 2024 13:30 | Boxscore | Рахунок за чвертями: 13–16, 15–21, 10–18, 24–15       |       |                                              |  | П'єр Моруа, Лілль Глядачів: 26,595 Судді: Такакі Като (JPN), Віола Дьордь (NOR), Янн Девідсон (MAD) |
| 3 серпня 2024 13:30 | Boxscore | Очки: Андерсон 18 Підб.: Станкович]] 5 РП: Андерсон 7 |       | Очки: Конде 15 Підб.: Густафсон 9 РП: Хіль 7 |  | П'єр Моруа, Лілль Глядачів: 26,595 Судді: Такакі Като (JPN), Віола Дьордь (NOR), Янн Девідсон (MAD) |

### Група B
| Поз | Команда     | І | В | П | ОЗ  | ОП  | РГ  | О | Кваліфікація                              |
| --- | ----------- | - | - | - | --- | --- | --- | - | ----------------------------------------- |
| 1   | Франція (H) | 3 | 2 | 1 | 222 | 187 | +35 | 5 | Чвертьфінали                              |
| 2   | Австралія   | 3 | 2 | 1 | 211 | 212 | −1  | 5 | Чвертьфінали                              |
| 3   | Нігерія     | 3 | 2 | 1 | 208 | 207 | +1  | 5 | Можливі чвертьфінали на підставі рейтингу |
| 4   | Канада      | 3 | 0 | 3 | 189 | 224 | −35 | 3 |                                           |

1. 1 2 3  Франція 3 О, +14 РГ; Австралія 3 О, −6 РГ; Нігерія 3 О, −8 РГ.

| 29 липня 2024 11:00 | Boxscore | Нігерія                                                     | 75–62 | Австралія                                    |  | П'єр Моруа, Лілль Глядачів: 24,023 Судді: Емі Боннер (USA), Раба Нуджаїм (LBN), Дженна Рено (USA) |
| 29 липня 2024 11:00 | Boxscore | Рахунок за чвертями: 18–17, 23–11, 10–19, 24–15             |       |                                              |  | П'єр Моруа, Лілль Глядачів: 24,023 Судді: Емі Боннер (USA), Раба Нуджаїм (LBN), Дженна Рено (USA) |
| 29 липня 2024 11:00 | Boxscore | Очки: Калу 19 Підб.: Кунайї-Акпанна, Муса 7 РП: Амукамара 9 |       | Очки: Сміт 15 Підб.: Толбот 10 РП: Толбот 12 |  | П'єр Моруа, Лілль Глядачів: 24,023 Судді: Емі Боннер (USA), Раба Нуджаїм (LBN), Дженна Рено (USA) |

| 29 липня 2024 17:15 | Boxscore | Канада                                               | 54–75 | Франція                                       |  | П'єр Моруа, Лілль Глядачів: 20,211 Судді: Борис Креїч (SLO), Бланка Бернс (USA), Аріадна Чуека (ESP) |
| 29 липня 2024 17:15 | Boxscore | Рахунок за чвертями: 18–15, 2–23, 16–15, 18–22       |       |                                               |  | П'єр Моруа, Лілль Глядачів: 20,211 Судді: Борис Креїч (SLO), Бланка Бернс (USA), Аріадна Чуека (ESP) |
| 29 липня 2024 17:15 | Boxscore | Очки: Коллі, Нес 11 Підб.: Александер 10 РП: Коллі 6 |       | Очки: Бадьян 13 Підб.: Бадьян 6 РП: Вільямс 8 |  | П'єр Моруа, Лілль Глядачів: 20,211 Судді: Борис Креїч (SLO), Бланка Бернс (USA), Аріадна Чуека (ESP) |

| 1 серпня 2024 13:30 | Boxscore | Австралія                                       | 70–65 | Канада                                         |  | П'єр Моруа, Лілль Глядачів: 20,962 Судді: Андрес Бартель (URU), Раба Нуджаїм (LBN), Дженна Рено (USA) |
| 1 серпня 2024 13:30 | Boxscore | Рахунок за чвертями: 18–16, 20–16, 13–12, 19–21 |       |                                                |  | П'єр Моруа, Лілль Глядачів: 20,962 Судді: Андрес Бартель (URU), Раба Нуджаїм (LBN), Дженна Рено (USA) |
| 1 серпня 2024 13:30 | Boxscore | Очки: Віткомб 19 Підб.: Толбот 9 РП: Віткомб 10 |       | Очки: Карлтон 19 Підб.: Карлтон 8 РП: Ачонва 8 |  | П'єр Моруа, Лілль Глядачів: 20,962 Судді: Андрес Бартель (URU), Раба Нуджаїм (LBN), Дженна Рено (USA) |

| 1 серпня 2024 17:15 | Boxscore | Франція                                         | 75–54 | Нігерія                                     |  | П'єр Моруа, Лілль Глядачів: 17,483 Судді: Емі Боннер (USA), Карлос Перальта (ECU), Петер Пракш (HUN) |
| 1 серпня 2024 17:15 | Boxscore | Рахунок за чвертями: 24–20, 14–11, 16–8, 21–15  |       |                                             |  | П'єр Моруа, Лілль Глядачів: 17,483 Судді: Емі Боннер (USA), Карлос Перальта (ECU), Петер Пракш (HUN) |
| 1 серпня 2024 17:15 | Boxscore | Очки: Йоганнес 15 Підб.: Бадьян 6 РП: Вільямс 7 |       | Очки: Калу 18 Підб.: Муса 9 РП: Амукамара 5 |  | П'єр Моруа, Лілль Глядачів: 17,483 Судді: Емі Боннер (USA), Карлос Перальта (ECU), Петер Пракш (HUN) |

| 4 серпня 2024 13:30 | Boxscore | Канада                                                  | 70–79 | Нігерія                                               |  | П'єр Моруа, Лілль Глядачів: 27,107 Судді: Емі Боннер (USA), Бланка Бернс (USA), Аріадна Чуека (ESP) |
| 4 серпня 2024 13:30 | Boxscore | Рахунок за чвертями: 18–18, 23–19, 5–23, 24–19          |       |                                                       |  | П'єр Моруа, Лілль Глядачів: 27,107 Судді: Емі Боннер (USA), Бланка Бернс (USA), Аріадна Чуека (ESP) |
| 4 серпня 2024 13:30 | Boxscore | Очки: Коллі 17 Підб.: Amihere 11 РП: п'ятеро гравчинь 2 |       | Очки: Калу 21 Підб.: Кунайї-Акпанна 7 РП: Амукамара 6 |  | П'єр Моруа, Лілль Глядачів: 27,107 Судді: Емі Боннер (USA), Бланка Бернс (USA), Аріадна Чуека (ESP) |

| 4 серпня 2024 21:00 | Boxscore | Австралія                                               | 79–72 | Франція                                      |  | П'єр Моруа, Лілль Глядачів: 27,193 Судді: Луїс Кастільйо (ESP), Май Форсберґ (DEN), Дженна Рено (USA) |
| 4 серпня 2024 21:00 | Boxscore | Рахунок за чвертями: 19–17, 15–17, 25–16, 20–22         |       |                                              |  | П'єр Моруа, Лілль Глядачів: 27,193 Судді: Луїс Кастільйо (ESP), Май Форсберґ (DEN), Дженна Рено (USA) |
| 4 серпня 2024 21:00 | Boxscore | Очки: Маджен 18 Підб.: Маґбеґор, Толбот 6 РП: Віткомб 7 |       | Очки: Вільямс 15 Підб.: Бадьян 6 РП: Берні 4 |  | П'єр Моруа, Лілль Глядачів: 27,193 Судді: Луїс Кастільйо (ESP), Май Форсберґ (DEN), Дженна Рено (USA) |

### Група C
| Поз | Команда   | І | В | П | ОЗ  | ОП  | РГ  | О | Кваліфікація                              |
| --- | --------- | - | - | - | --- | --- | --- | - | ----------------------------------------- |
| 1   | США       | 3 | 3 | 0 | 276 | 218 | +58 | 6 | Чвертьфінали                              |
| 2   | Німеччина | 3 | 2 | 1 | 226 | 220 | +6  | 5 | Чвертьфінали                              |
| 3   | Бельгія   | 3 | 1 | 2 | 228 | 228 | 0   | 4 | Можливі чвертьфінали на підставі рейтингу |
| 4   | Японія    | 3 | 0 | 3 | 198 | 262 | −64 | 3 |                                           |

| 29 липня 2024 13:30 | Boxscore | Німеччина                                       | 83–69 | Бельгія                                         |  | П'єр Моруа, Лілль Глядачів: 20,211 Судді: Мартин Вулич (CRO), Карлос Перальта (ECU), Янн Девідсон (MAD) |
| 29 липня 2024 13:30 | Boxscore | Рахунок за чвертями: 25–11, 21–14, 14–17, 23–27 |       |                                                 |  | П'єр Моруа, Лілль Глядачів: 20,211 Судді: Мартин Вулич (CRO), Карлос Перальта (ECU), Янн Девідсон (MAD) |
| 29 липня 2024 13:30 | Boxscore | Очки: Сабаллі 17 Підб.: Ґюліх 7 РП: Петерсон 8  |       | Очки: Мессеман 25 Підб.: Лінскенс 6 РП: Ванло 6 |  | П'єр Моруа, Лілль Глядачів: 20,211 Судді: Мартин Вулич (CRO), Карлос Перальта (ECU), Янн Девідсон (MAD) |

| 29 липня 2024 21:00 | Boxscore | США                                             | 102–76 | Японія                                                          |  | П'єр Моруа, Лілль Глядачів: 13,040 Судді: Луїс Кастільйо (ESP), Віола Дьордь (NOR), Євген Міхєєв (KAZ) |
| 29 липня 2024 21:00 | Boxscore | Рахунок за чвертями: 22–15, 28–24, 29–18, 23–19 |        |                                                                 |  | П'єр Моруа, Лілль Глядачів: 13,040 Судді: Луїс Кастільйо (ESP), Віола Дьордь (NOR), Євген Міхєєв (KAZ) |
| 29 липня 2024 21:00 | Boxscore | Очки: Вілсон 24 Підб.: Вілсон 13 РП: Ґрей 13    |        | Очки: Такада 24 Підб.: четверо гравчинь 3 РП: Мачіда, Ямамото 5 |  | П'єр Моруа, Лілль Глядачів: 13,040 Судді: Луїс Кастільйо (ESP), Віола Дьордь (NOR), Євген Міхєєв (KAZ) |

| 1 серпня 2024 11:00 | Boxscore | Японія                                          | 64–75 | Німеччина                                                     |  | П'єр Моруа, Лілль Глядачів: 20,962 Судді: Гатіс Саліньш (LAT), Віола Дьордь (NOR), Євген Міхєєв (KAZ) |
| 1 серпня 2024 11:00 | Boxscore | Рахунок за чвертями: 16–21, 20–21, 13–17, 15–16 |       |                                                               |  | П'єр Моруа, Лілль Глядачів: 20,962 Судді: Гатіс Саліньш (LAT), Віола Дьордь (NOR), Євген Міхєєв (KAZ) |
| 1 серпня 2024 11:00 | Boxscore | Очки: Такада 15 Підб.: Акахо 8 РП: Мачіда 9     |       | Очки: С. Сабаллі 33 Підб.: Ґюліх, Ґайзельзедер 10 РП: Фібіх 6 |  | П'єр Моруа, Лілль Глядачів: 20,962 Судді: Гатіс Саліньш (LAT), Віола Дьордь (NOR), Євген Міхєєв (KAZ) |

| 1 серпня 2024 21:00 | Boxscore | Бельгія                                                | 74–87 | США                                            |  | П'єр Моруа, Лілль Глядачів: 25,044 Судді: Войцех Лішка (POL), Луїс Кастільйо (ESP), Аріадна Чуека (ESP) |
| 1 серпня 2024 21:00 | Boxscore | Рахунок за чвертями: 23–23, 15–23, 15–14, 21–27        |       |                                                |  | П'єр Моруа, Лілль Глядачів: 25,044 Судді: Войцех Лішка (POL), Луїс Кастільйо (ESP), Аріадна Чуека (ESP) |
| 1 серпня 2024 21:00 | Boxscore | Очки: Мессеман 24 Підб.: Деларе, Лінскенс РП: Деларе 8 |       | Очки: Стюарт 26 Підб.: Вілсон 13 РП: Йонеску 5 |  | П'єр Моруа, Лілль Глядачів: 25,044 Судді: Войцех Лішка (POL), Луїс Кастільйо (ESP), Аріадна Чуека (ESP) |

| 4 серпня 2024 11:00 | Boxscore | Японія                                               | 58–85 | Бельгія                                           |  | П'єр Моруа, Лілль Глядачів: 25,134 Судді: Борис Креїч (SLO), Войцех Лішка (POL), Петер Пракш (HUN) |
| 4 серпня 2024 11:00 | Boxscore | Рахунок за чвертями: 7–19, 16–20, 16–22, 19–24       |       |                                                   |  | П'єр Моруа, Лілль Глядачів: 25,134 Судді: Борис Креїч (SLO), Войцех Лішка (POL), Петер Пракш (HUN) |
| 4 серпня 2024 11:00 | Boxscore | Очки: Хаяші 13 Підб.: Акахо 5 РП: Мачіда, Міядзакі 4 |       | Очки: Мессеман 30 Підб.: Мессеман 11 РП: Massey 7 |  | П'єр Моруа, Лілль Глядачів: 25,134 Судді: Борис Креїч (SLO), Войцех Лішка (POL), Петер Пракш (HUN) |

| 4 серпня 2024 17:15 | Boxscore | Німеччина                                                | 68–87 | США                                               |  | П'єр Моруа, Лілль Глядачів: 25,844 Судді: Хуліо Аная (PAN), Гатіс Саліньш (LAT), Віола Дьордь (NOR) |
| 4 серпня 2024 17:15 | Boxscore | Рахунок за чвертями: 19–16, 10–25, 17–28, 22–18          |       |                                                   |  | П'єр Моруа, Лілль Глядачів: 25,844 Судді: Хуліо Аная (PAN), Гатіс Саліньш (LAT), Віола Дьордь (NOR) |
| 4 серпня 2024 17:15 | Boxscore | Очки: С. Сабаллі 15 Підб.: Ґайзельзедер 8 РП: Петерсон 4 |       | Очки: Янґ 19 Підб.: Коллієр 7 РП: троє гравчинь 5 |  | П'єр Моруа, Лілль Глядачів: 25,844 Судді: Хуліо Аная (PAN), Гатіс Саліньш (LAT), Віола Дьордь (NOR) |

### Рейтинг третіх збірних
| Поз | Груп | Команда     | І | В | П | ОЗ  | ОП  | РГ | О | Кваліфікація |
| --- | ---- | ----------- | - | - | - | --- | --- | -- | - | ------------ |
| 1   | B    | Австралія   | 3 | 2 | 1 | 208 | 207 | +1 | 5 | Чвертьфінали |
| 2   | C    | Бельгія     | 3 | 1 | 2 | 228 | 228 | 0  | 4 | Чвертьфінали |
| 3   | A    | Пуерто-Рико | 3 | 1 | 2 | 228 | 229 | −1 | 4 |              |

## Матчі на вибування
Після завершення групового етапу відбудеться жеребкування, яке визначить чвертьфінальні пари, в яких сіяні збірні зіграють з несіяними. Збірні буде розподілено в чотири кошики:
- Кошик D складається з двох збірних, що посіли перше місце в групі з найкращими результатами.
- Кошик E складається зі збірної, що посіла перше місце в групі з найгіршим результатом, і найкращої збірної серед других місць.
- Кошик F складається з двох інших збірних, що посіли другі місця на груповому етапі.
- Кошик G складається з двох найкращих других місць.

Принципи жеребкування:
- Збірні з кошика D зіграють зі збірними з кошика G, а збірні з кошика E - зі збірними з кошика F.
- Збірні з однією групи не можуть зустрітися на стадії чвертьфіналу.

### Сітка
|  | Чвертьфінали | Чвертьфінали |              |    | Півфінали               | Півфінали               |  |  | Фінал | Фінал |
|  |              |              |              |    |                         |                         |  |  |       |       |
|  | 7 серпня     |              |              |    |                         |                         |  |  |       |       |
|  |              |              |              |    |                         |                         |  |  |       |       |
|  | Німеччина    | 71           |              |    |                         |                         |  |  |       |       |
|  | Німеччина    | 71           | 9 серпня     |    |                         |                         |  |  |       |       |
|  | Франція      | 84           |              |    |                         |                         |  |  |       |       |
|  | Франція      | 84           | Франція (OT) | 81 |                         |                         |  |  |       |       |
|  | 7 серпня     |              | Франція (OT) | 81 |                         |                         |  |  |       |       |
|  |              | Бельгія      | 75           |    |                         |                         |  |  |       |       |
|  | Іспанія      | Бельгія      | 75           | 66 |                         |                         |  |  |       |       |
|  | Іспанія      |              | 11 серпня    | 66 |                         |                         |  |  |       |       |
|  | Бельгія      | 79           |              |    |                         |                         |  |  |       |       |
|  | Бельгія      | 79           | Франція      | 66 |                         |                         |  |  |       |       |
|  | 7 серпня     |              | Франція      | 66 |                         |                         |  |  |       |       |
|  |              | США          | 67           |    |                         |                         |  |  |       |       |
|  | Нігерія      | США          | 67           | 74 |                         |                         |  |  |       |       |
|  | Нігерія      | 9 серпня     |              | 74 |                         |                         |  |  |       |       |
|  | США          | 88           |              |    |                         |                         |  |  |       |       |
|  | США          | 88           | США          | 85 |                         |                         |  |  |       |       |
|  | 7 серпня     |              | США          | 85 |                         |                         |  |  |       |       |
|  |              | Австралія    | 64           |    | Матч за бронзові медалі | Матч за бронзові медалі |  |  |       |       |
|  | Сербія       | Австралія    | 64           | 67 | Матч за бронзові медалі | Матч за бронзові медалі |  |  |       |       |
|  | Сербія       |              | 11 серпня    | 67 |                         |                         |  |  |       |       |
|  | Австралія    | 85           |              |    |                         |                         |  |  |       |       |
|  | Австралія    | 85           | Бельгія      | 81 |                         |                         |  |  |       |       |
|  |              |              |              |    |                         |                         |  |  |       |       |
|  | Австралія    | 85           |              |    |                         |                         |  |  |       |       |
|  | Австралія    | 85           |              |    |                         |                         |  |  |       |       |

### Чвертьфінали
| 7 серпня 2024 11:00 | Boxscore | Сербія                                             | 67–85 | Австралія                                   |  | АккорГотелс Арена, Париж Глядачів: 12,337 Судді: Мартин Вулич (CRO), Аріадна Чуека (ESP), Євген Міхєєв (KAZ) |
| 7 серпня 2024 11:00 | Boxscore | Рахунок за чвертями: 19–26, 13–22, 16–24, 19–13    |       |                                             |  | АккорГотелс Арена, Париж Глядачів: 12,337 Судді: Мартин Вулич (CRO), Аріадна Чуека (ESP), Євген Міхєєв (KAZ) |
| 7 серпня 2024 11:00 | Boxscore | Очки: Ногич 17 Підб.: Раца 7 РП: Андерсон, Ногич 5 |       | Очки: Сміт 22 Підб.: Сміт 13 РП: Мельбурн 5 |  | АккорГотелс Арена, Париж Глядачів: 12,337 Судді: Мартин Вулич (CRO), Аріадна Чуека (ESP), Євген Міхєєв (KAZ) |

| 7 серпня 2024 14:30 | Boxscore | Іспанія                                                 | 66–79 | Бельгія                                                           |  | АккорГотелс Арена, Париж Глядачів: 11,852 Судді: Меттью Калліо (CAN), Дженна Рено (USA), Маріп'єр Мало (CAN) |
| 7 серпня 2024 14:30 | Boxscore | Рахунок за чвертями: 26–26, 11–22, 12–19, 17–12         |       |                                                                   |  | АккорГотелс Арена, Париж Глядачів: 11,852 Судді: Меттью Калліо (CAN), Дженна Рено (USA), Маріп'єр Мало (CAN) |
| 7 серпня 2024 14:30 | Boxscore | Очки: Густафсон 21 Підб.: Густафсон 7 РП: Хіль, Ортіс 3 |       | Очки: Лінскенс, Мессеман 19 Підб.: Мессеман 9 РП: Деларе, Ванло 7 |  | АккорГотелс Арена, Париж Глядачів: 11,852 Судді: Меттью Калліо (CAN), Дженна Рено (USA), Маріп'єр Мало (CAN) |

| 7 серпня 2024 18:00 | Boxscore | Німеччина                                                      | 71–84 | Франція                                          |  | АккорГотелс Арена, Париж Глядачів: 12,399 Судді: Емі Боннер (USA), Карлос Перальта (ECU), Бланка Бернс (USA) |
| 7 серпня 2024 18:00 | Boxscore | Рахунок за чвертями: 19–23, 14–22, 16–21, 22–18                |       |                                                  |  | АккорГотелс Арена, Париж Глядачів: 12,399 Судді: Емі Боннер (USA), Карлос Перальта (ECU), Бланка Бернс (USA) |
| 7 серпня 2024 18:00 | Boxscore | Очки: Н. Сабаллі 20 Підб.: Н. Сабаллі 13 РП: Фібіх, Петерсон 3 |       | Очки: Йоганнес 24 Підб.: Вільямс 6 РП: Вільямс 5 |  | АккорГотелс Арена, Париж Глядачів: 12,399 Судді: Емі Боннер (USA), Карлос Перальта (ECU), Бланка Бернс (USA) |

| 7 серпня 2024 21:30 | Boxscore | Нігерія                                               | 74–88 | США                                          |  | АккорГотелс Арена, Париж Глядачів: 12,437 Судді: Віола Дьордь (NOR), Хуан Фернандес (ARG), Янн Девідсон (MAD) |
| 7 серпня 2024 21:30 | Boxscore | Рахунок за чвертями: 17–26, 16–26, 15–24, 26–12       |       |                                              |  | АккорГотелс Арена, Париж Глядачів: 12,437 Судді: Віола Дьордь (NOR), Хуан Фернандес (ARG), Янн Девідсон (MAD) |
| 7 серпня 2024 21:30 | Boxscore | Очки: Амукамара 19 Підб.: Кунайї-Акпанна 8 РП: Калу 7 |       | Очки: Вілсон 20 Підб.: Вілсон 11 РП: Томас 6 |  | АккорГотелс Арена, Париж Глядачів: 12,437 Судді: Віола Дьордь (NOR), Хуан Фернандес (ARG), Янн Девідсон (MAD) |

### Півфінали
| 9 серпня 2024 17:30 | Boxscore | США                                             | 85–64 | Австралія                                        |  | АккорГотелс Арена, Париж Глядачів: 11,919 Судді: Гатіс Саліньш (LAT), Віола Дьордь (NOR), Петер Пракш (HUN) |
| 9 серпня 2024 17:30 | Boxscore | Рахунок за чвертями: 20–16, 25–11, 21–13, 19–24 |       |                                                  |  | АккорГотелс Арена, Париж Глядачів: 11,919 Судді: Гатіс Саліньш (LAT), Віола Дьордь (NOR), Петер Пракш (HUN) |
| 9 серпня 2024 17:30 | Boxscore | Очки: Янґ 14 Підб.: Вілсон 8 РП: троє гравців 5 |       | Очки: Борлас 11 Підб.: Сміт 7 РП: троє гравців 3 |  | АккорГотелс Арена, Париж Глядачів: 11,919 Судді: Гатіс Саліньш (LAT), Віола Дьордь (NOR), Петер Пракш (HUN) |

| 9 серпня 2024 21:00 | Boxscore | Франція                                                  | 81–75 | Бельгія                                                  | OT | АккорГотелс Арена, Париж Глядачів: 12,389 Судді: Луїс Кастільйо (ESP), Такакі Като (JPN), Аріадна Чуека (ESP) |
| 9 серпня 2024 21:00 | Boxscore | Рахунок за чвертями: 14–17, 17–19, 17–15, 18–15 OT: 15–9 |       |                                                          | OT | АккорГотелс Арена, Париж Глядачів: 12,389 Судді: Луїс Кастільйо (ESP), Такакі Като (JPN), Аріадна Чуека (ESP) |
| 9 серпня 2024 21:00 | Boxscore | Очки: Вільямс 18 Підб.: Бадьян, Руперт 7 РП: Йоганнес 5  |       | Очки: Мессеман 19 Підб.: Мессеман 14 РП: троє гравчинь 6 | OT | АккорГотелс Арена, Париж Глядачів: 12,389 Судді: Луїс Кастільйо (ESP), Такакі Като (JPN), Аріадна Чуека (ESP) |

### Матч за бронзові медалі
| 11 серпня 2024 11:30 | Boxscore | Бельгія                                         | 81–85 | Австралія                       |  | АккорГотелс Арена, Париж Глядачів: 11,968 Судді: Емі Боннер (USA), Бланка Бернс (USA), Дженна Рено (USA) |
| 11 серпня 2024 11:30 | Boxscore | Рахунок за чвертями: 19–20, 17–17, 25–23, 20–25 |       |                                 |  | АккорГотелс Арена, Париж Глядачів: 11,968 Судді: Емі Боннер (USA), Бланка Бернс (USA), Дженна Рено (USA) |
| 11 серпня 2024 11:30 | Boxscore | Очки: Ванло 26 Підб.: Лінскенс 8 РП: ванло 11   |       | Очки: Маґбеґор 30 РП: Мелбурн 7 |  | АккорГотелс Арена, Париж Глядачів: 11,968 Судді: Емі Боннер (USA), Бланка Бернс (USA), Дженна Рено (USA) |

### Матч за золоті медалі
| 11 серпня 2024 15:30 | Boxscore | Франція                                        | 66–67 | США                                               |  | АккорГотелс Арена, Париж Глядачів: 12,126 Судді: Борис Креїч (SLO), Віола Дьордь (NOR), Мартин Вулич (CRO) |
| 11 серпня 2024 15:30 | Boxscore | Рахунок за чвертями: 9–15, 16–10, 18–20, 23–22 |       |                                                   |  | АккорГотелс Арена, Париж Глядачів: 12,126 Судді: Борис Креїч (SLO), Віола Дьордь (NOR), Мартин Вулич (CRO) |
| 11 серпня 2024 15:30 | Boxscore | Очки: Вільямс 19 Підб.: Вільямс 7 РП: Бадьян 3 |       | Очки: Вілсон 21 Підб.: Вілсон 13 РП: Ґрей, Плам 4 |  | АккорГотелс Арена, Париж Глядачів: 12,126 Судді: Борис Креїч (SLO), Віола Дьордь (NOR), Мартин Вулич (CRO) |

## Підсумкове положення
| Поз | Команда     | І | В | П |
| --- | ----------- | - | - | - |
| 1   | США         | 6 | 6 | 0 |
| 2   | Франція     | 6 | 4 | 2 |
| 3   | Австралія   | 6 | 4 | 2 |
| 4   | Бельгія     | 6 | 2 | 4 |
| 5   | Іспанія     | 4 | 3 | 1 |
| 6   | Сербія      | 4 | 2 | 2 |
| 7   | Німеччина   | 4 | 2 | 2 |
| 8   | Нігерія     | 4 | 2 | 2 |
| 9   | КНР         | 3 | 1 | 2 |
| 10  | Пуерто-Рико | 3 | 0 | 3 |
| 11  | Канада      | 3 | 0 | 3 |
| 12  | Японія      | 3 | 0 | 3 |